# Übereinkommen über die Rechte von Menschen mit Behinderungen

Vertragsstaaten der UN-Behindertenrechtskonvention (dunkelgrün), Unterzeichnerstaaten (hellgrün) (1. Oktober 2012)

Das Übereinkommen über die Rechte von Menschen mit Behinderungen (UN-Behindertenrechtskonvention, UN-BRK) wurde 2006 von der Generalversammlung der Vereinten Nationen (UN) in New York verabschiedet und trat 2008 in Kraft. Es ist ein von 185 Staaten und der Europäischen Union (EU) durch Ratifizierung, Beitritt (accession) oder (im Fall der EU) formale Bestätigung (formal confirmation) abgeschlossener völkerrechtlicher Vertrag. Dieser konkretisiert die bislang bestehenden acht Menschenrechtsabkommen für die Lebenssituation behinderter Menschen.
So werden sie beispielsweise nicht mehr als „krank“ bzw. „Kranke“ bezeichnet und betrachtet („Medizinisches Modell von Behinderung“), sondern als gleichberechtigte Menschen („Menschenrechtliches Modell“), deren Behinderung eher von außen (zum Beispiel durch Umwelt und Strukturen) erfolgt.
Die Konvention wurde über fünf Jahre erarbeitet und betrifft ca. 650 Mio. Menschen; kein anderes UN-Übereinkommen bislang wurde so schnell von so vielen Staaten ratifiziert und mit Vertretungen der Betroffenen erarbeitet.

## Entstehungsgeschichte und Inkrafttreten
„Die wichtigsten Vorläufer des Übereinkommens [sind]

Die Internationale Menschenrechtscharta:
- Allgemeine Erklärung der Menschenrechte
- Internationaler Pakt über wirtschaftliche, soziale und kulturelle Rechte
- Internationaler Pakt über bürgerliche und politische Rechte

Andere Übereinkünfte der Vereinten Nationen und der IAO, die sich speziell mit Menschenrechten und Behinderung befassen:
- Erklärung über die Rechte der geistig behinderten Menschen (1971)
- Erklärung über die Rechte der behinderten Menschen (1975)
- Weltaktionsprogramm für behinderte Menschen (1982)
- Leitlinien von Tallinn für Maßnahmen zur Entwicklung der Humanressourcen im Bereich Behinderung (1990)
- Grundsätze für den Schutz von psychisch Kranken und die Verbesserung der psychiatrischen Versorgung (1991)
- Rahmenbestimmungen für die Herstellung der Chancengleichheit für behinderte Menschen (1993)“

Dem Abschluss der Konvention gingen vierjährige Beratungen mit acht Arbeitstreffen des 2001 von der Generalversammlung eingesetzten Ad-hoc-Ausschuss voraus. Vorherige Versuche der Gestaltung einer Behindertenrechtskonvention scheiterten. An der ersten Sitzung nahmen 80 Staaten und 30 Nichtregierungsorganisationen teil, am Ende waren es 120 Staaten und 468 Nichtregierungsorganisationen. Das Übereinkommen wurde unter der Mitwirkung von Betroffenen als Vertretern der Vereinten Nationen, Regierungsdelegationen und Nichtregierungsorganisationen erarbeitet. Für Deutschland nahm die Staatsrechtlerin Theresia Degener als unabhängige Juristin an den Verhandlungen teil.
Am 13. Dezember 2006 wurden das Übereinkommen und das Fakultativprotokoll verabschiedet; am 3. Mai 2008 traten sie in Kraft, nachdem die ersten zwanzig Staaten das Übereinkommen und zehn das Fakultativprotokoll ratifiziert hatten. Von 193 Mitgliedsstaaten der Vereinten Nationen haben bis 2018 161 Staaten und die Europäische Union die Konvention unterzeichnet. Zum selben Zeitpunkt war sie von 177 Staaten und der EU ratifiziert bzw. durch Beitritt oder förmliche Zustimmung in Kraft gesetzt. 92 Staaten haben bis dahin das Fakultativprotokoll, unterzeichnet und in Kraft gesetzt. Alle 27 EU-Mitgliedsstaaten haben die Konvention unterzeichnet, 22 EU‑Mitgliedstaaten haben per 1. Februar 2011 das Fakultativprotokoll unterzeichnet, 17 Mitgliedsstaaten haben die Konvention, 14 das Fakultativprotokoll, in Kraft gesetzt. Die EU unterzeichnete die Konvention am 30. März 2007, am 26. November 2009 verabschiedete der Rat den Beschluss über den Abschluss (Ratifizierung) des Übereinkommens. Hieran ist die EU im Umfang ihrer Zuständigkeit gebunden. Am 23. Dezember 2010 schloss die EU das Ratifizierungsverfahren durch Hinterlegung der Urkunde zur förmlichen Bestätigung mit dem UN-Generalsekretär in New York ab. Für die EU ist das Übereinkommen am 22. Januar 2011 in Kraft getreten.
In Österreich ist die Konvention am 26. Oktober 2008 ratifiziert worden, in Deutschland trat sie am 26. März 2009 in Kraft. Am 15. April 2014 ratifizierte die Schweiz das Übereinkommen. Anders als Österreich und Deutschland hat die Schweiz das Zusatzprotokoll noch nicht unterzeichnet.
Nur etwas mehr als die Hälfte der Vertragsstaaten haben bis 2018 auch das Fakultativprotokoll, dessen Abschluss neben dem Beitritt zur Konvention gesondert möglich ist, abgeschlossen. Hierdurch wird Einzelnen oder Personengruppen die Möglichkeit eines internationalen Beschwerdeverfahrens eröffnet.

## Hintergründe
Weltweit leben 650 Millionen Menschen, 10 % der Weltbevölkerung und größte Minderheit, mit einer Behinderung. Diese Gruppe wird durch das Anwachsen der Weltbevölkerung, den medizinischen Fortschritt und die alternde Gesellschaft weiter wachsen. Menschen mit Behinderungen leben oftmals am Rande der Gesellschaft und bilden das ärmste Fünftel der Weltbevölkerung. 98 % der Kinder mit Behinderungen in Entwicklungsländern gehen nicht zur Schule, 30 % der Straßenkinder haben Behinderungen, nur 3 % der Erwachsenen mit Behinderungen können schreiben und lesen, in manchen Ländern nur 1 % der Frauen mit Behinderungen. Bei in Armut lebenden Menschen ist die Gefahr eine Behinderung zu bekommen größer und eine Behinderung kann auch zu Armut führen. In den Mitgliedsländern der OECD sind 19 % der Menschen mit niedrigem Bildungsstand, in den Gruppen mit höherem Bildungsstand 11 % behindert. In der Europäischen Union hatte Ende 2011 jeder sechste eine leichte bis schwere Behinderung, dies betraf 80 Millionen Menschen. Von den über 75-Jährigen hatten mehr als ein Drittel Behinderungen. Mit Zunahme der alternden Bevölkerung werden auch diese Zahlen steigen. 2009 lebten in Deutschland 9,6 Millionen Menschen mit Behinderungen, davon 7,1 Millionen schwerbehindert, insgesamt etwa jeder zehnte Einwohner. Behinderte gehören weltweit zu der Gruppe, deren Menschenrechte am meisten gefährdet sind. In vielen Staaten werden behinderte Säuglinge getötet, kommt es zu Zwangssterilisation, sexuellem Missbrauch, Medikamentenerprobung.

„Diese Grundrechte werden Menschen mit Behinderungen regelmäßig versagt:

Das Recht,
- eine gute Bildung zu erhalten
- sich frei und ungehindert von einem Ort zum anderen zu bewegen
- ein selbstbestimmtes Leben in der Gemeinschaft zu führen
- Arbeit zu finden, auch wenn sie hochqualifiziert sind
- Zugang zu Informationen zu haben
- eine angemessene Gesundheitsversorgung zu erhalten
- ihre politischen Rechte wie z. B. ihr Wahlrecht auszuüben
- ihre eigenen Entscheidungen zu treffen.“

## Inhalt
Die Konvention besteht neben der Präambel aus 50 Artikeln. Den Schwerpunkt bilden Artikel 1–30. Der Allgemeine Teil, Artikel 1–9 beinhaltet Ziel, Definitionen und Grundsätze der Konvention. Im Besonderen Teil, Artikel 10–30, werden die einzelnen Menschenrechte aufgeführt.
Die Konvention stellt die Pflichten der Staaten heraus, die für Menschen mit Behinderungen bestehenden Menschenrechte zu gewährleisten.
Aufgabe aller Menschenrechtskonventionen ist das Empowerment der Menschen, indem Ansprüche auf Selbstbestimmung, Diskriminierungsfreiheit und gleichberechtigte gesellschaftliche Teilhabe geltend gemacht werden und ihre Durchsetzung ermöglicht wird. In der UN-Konvention über die Rechte von Menschen mit Behinderungen kommt das Bewusstsein der eigenen Menschenwürde und der des anderen als Grundlage dieses Empowerment so stark zum Tragen, wie bei keiner anderen Menschenrechtskonvention. Der Begriff der Menschenwürde ist hier nicht nur häufiger Inhalt des Konventionstextes, darüber hinaus wird sie auch ausdrücklicher als in anderen Menschenrechtskonventionen als Ziel der Bewusstseinsbildung gefordert.
Die Grundsätze der Konvention enthält Artikel 3:
a) die Achtung der dem Menschen innewohnenden Würde, seiner individuellen Autonomie, einschließlich der Freiheit, eigene Entscheidungen zu treffen, sowie seiner Unabhängigkeit;
b) die Nichtdiskriminierung;
c) die volle und wirksame Teilhabe an der Gesellschaft und Einbeziehung in die Gesellschaft;
d) die Achtung vor der Unterschiedlichkeit von Menschen mit Behinderungen und die Akzeptanz dieser Menschen als Teil der menschlichen Vielfalt und der Menschheit;
e) die Chancengleichheit;
f) die Zugänglichkeit;
g) die Gleichberechtigung von Mann und Frau;
h) die Achtung vor den sich entwickelnden Fähigkeiten von Kindern mit Behinderungen und die Achtung ihres Rechts auf Wahrung ihrer Identität.

### Definition von Behinderung
In der Präambel e) wird festgehalten, dass sich das Verständnis von Behinderung weiterentwickelt. Weiter heißt es dort,

„dass Behinderung aus der Wechselwirkung zwischen Menschen mit Beeinträchtigungen und einstellungs- und umweltbedingten Barrieren entsteht,..“

Artikel 1 S. 2 lautet:

„Zu den Menschen mit Behinderungen zählen Menschen, die langfristige körperliche, seelische, geistige oder Sinnesbeeinträchtigungen haben, welche sie in Wechselwirkung mit verschiedenen Barrieren an der vollen, wirksamen und gleichberechtigten Teilhabe an der Gesellschaft hindern können.“

Art. 1 ermöglicht die Interpretation, dass jeder, der von der vollen Teilhabe an der Gesellschaft ausgeschlossen sei, in einem sehr weit gefassten Sinn als „behindert“ gelten müsse und deshalb die Rechte beanspruchen könne, die die Konvention in den folgenden Artikeln Menschen mit Behinderungen gewährt.

### Chancengleichheit und Nichtdiskriminierung, Artikel 5
Die Menschenwürde bildet die Grundlage der menschenrechtlichen Gleichheit und des Diskriminierungsverbots. Die in den Menschenrechten fußenden Rechtspositionen stehen den Menschen unmittelbar zu. Einer Zuerkennung durch die Gesellschaft bedarf es nicht, so wie eine Aberkennung nicht möglich ist.

### Gleichberechtigte Teilhabe an der Gemeinschaft (Inklusion)
Dies beinhaltet unabhängige Lebensführung und Einbeziehung in die Gemeinschaft (Art. 19), Bildung (Art. 24), Gesundheit (Art. 25), Arbeit und Beschäftigung (Art. 27), angemessenen Lebensstandard und sozialen Schutz (Art. 28), Teilhabe am kulturellen Leben sowie an Erholung, Freizeit und Sport (Art. 30). Hier fordert die Konvention mehrfach die Integration (der Begriff Inklusion taucht in der Konvention im Englischen, nicht aber im Deutschen auf).
Gemäß dem Übereinkommen entspringt das Recht auf Teilhabe von Menschen mit Behinderung dem zentralen Menschenrecht auf Beachtung der Menschenwürde und ist nicht nur eine Frage des sozialen Wohlergehens. Die Konvention nimmt Abstand von einer Behindertenpolitik der Fürsorge und des Ausgleichs gedachter Defizite, „Defizit–Ansatz“. Sie hat das Leitbild der sogenannten „Inklusion“. Es geht nicht mehr nur darum, Ausgegrenzte zu integrieren, sondern allen Menschen von vornherein die Teilnahme an allen gesellschaftlichen Aktivitäten auf allen Ebenen und in vollem Umfang zu ermöglichen. Dies bedeutet, alle gesellschaftlichen Bereiche müssen für die Teilhabe von Menschen mit Behinderungen zugeschnitten sein oder geöffnet werden. Es ist nicht Aufgabe des Menschen mit Behinderungen sich anzupassen, um seine Rechte wahrzunehmen. Die Sicherstellung behindertengerechter Infrastruktur ist ein Grundgedanke der Behindertenrechtskonvention. Menschen mit Behinderungen sollen von gemeindenahen Diensten oder auch persönlichen Assistenzen unterstützt werden. Viele Partizipationshindernisse, unter denen Menschen mit Behinderungen leiden, hängen mit physischen oder mentalen Barrieren zusammen. Deren Überwindung verlangt breit angelegte staatliche und gesellschaftliche Anstrengungen und auch die Bereitschaft zur Übernahme der zur Umsetzung notwendigen Kosten.
Siehe auch: Teilhabe (Behinderte Menschen).

### Integrative Gesellschaft
Das Ziel der Konvention ist, durch Achtung unterschiedlicher Begabungen und Fähigkeiten von Menschen mit Behinderungen („diversity-Ansatz“) die Entwicklung einer menschlichen, sozialen und wirtschaftlichen Gesellschaft unter uneingeschränkter Teilhabe von Menschen mit Behinderungen zu fördern (integrative Gesellschaft), ohne deren Bedürfnisse zu übersehen. Dieses Ziel wird bereits in der Präambel m) aufgestellt. Das Verständnis von Behinderung als nicht von vornherein negativ, und der Fokus auf die Normalität des gemeinsamen Lebens mit und ohne Behinderungen steigert die Lebensqualität aller Bürger. Durch die Bildung eines Bewusstseins für die Achtung der Menschenwürde von Menschen mit Behinderungen kann sich deren Selbstachtung entwickeln (Art. 24 Absatz 1 a). Die Vertragsstaaten der Konvention sollen Maßnahmen der gesellschaftlichen Aufklärung und Bewusstseinsbildung ergreifen (Artikel 8) und durch eine von Zugangs- und Partizipationshindernissen befreite Alltagskultur das Bewusstsein eigener Würde von Menschen mit Behinderungen stärken.

### Geschäftsfähigkeit und Einwilligungsfähigkeit als gleiche Anerkennung vor dem Recht, Artikel 12
Die gleiche Anerkennung vor dem Recht beinhaltet neben der Geschäftsfähigkeit auch die Einwilligungsfähigkeit im Hinblick auf medizinische Maßnahmen. Dies war ein umstrittener Punkt bei den Konventionsverhandlungen, da in vielen Staaten behinderte Menschen grundsätzlich für geschäftsunfähig erklärt werden. Nach Artikel 12 ist jeder Mensch grundsätzlich rechts- und handlungsfähig, wobei Artikel 12 Absatz 4 die Einschränkung der Gleichheit vor dem Gesetz regelt. Der erforderliche Schutz von Menschen, die in ihrer Erkenntnisfähigkeit eingeschränkt oder psychisch erkrankt sind, soll durch Hilfe in der Entscheidungsfindung sichergestellt werden, die Vorrang vor der stellvertretenden Entscheidung hat.

### Zugang zur Justiz, Artikel 13
Generell gilt für behinderte Menschen der Grundsatz der Barrierefreiheit: Blinden oder sehbehinderten Menschen müssen rechtlich relevante Texte vorgelesen oder auf andere Weise zugänglich gemacht werden. Hör- oder sprachbehinderten Menschen müssen bei Anhörungen die erforderlichen Hilfsmittel bereitgestellt werden. Kognitiv beeinträchtigte Menschen haben das Recht darauf, dass Rechtsdokumente ihnen in einer Sprache erklärt werden, die sie verstehen.

### Integrative Bildung, Artikel 24
Dieser Artikel hatte in der Öffentlichkeit in Deutschland die größte Resonanz. Inhalt und Reichweite dieser Regelung sind umstritten.

#### Gemeinsamer Schul- und Hochschulbesuch
In der amtlichen deutschen Übersetzung wird ein integratives Bildungssystem gefordert, in dem Behinderte nicht aufgrund von Behinderung vom allgemeinen Bildungssystem ausgeschlossen werden (Art. 24 (2) a der Konvention) und ohne Diskriminierung und gleichberechtigt mit anderen Zugang zu allgemeiner Hochschulbildung, Berufsausbildung, Erwachsenenbildung und lebenslangem Lernen haben (Art. 24 (5) der Konvention).
Inklusion, also der gemeinsame Unterricht von Schülern mit und ohne Behinderung, wird in der UN-Konvention jedoch nicht explizit gefordert. Dennoch erscheint es in öffentlichen Diskussionen häufig so, als sei die Möglichkeit der gemeinsamen Beschulung behinderter und nicht behinderter Kinder in Allgemeinbildenden Schulen und der Besuch von Universitäten der zentrale Punkt dieses Artikels.
In Deutschland besuchten im Schuljahr 2009/10 20,1 % der Schüler mit sonderpädagogischem Förderbedarf allgemeine Schulen. Artikel 24 legt die Ermöglichung des Zugangs zur Regelschule als den Normalfall fest.

„Die Monitoring-Stelle misst der Einhaltung und Umsetzung des Rechts auf inklusive Bildung in den Ländern eine große Bedeutung zu. Das Recht auf Bildung als Menschenrecht zu verwirklichen ist zentral für die Verwirklichung anderer Menschenrechte; dies trifft auch für das gemeinsame Lernen von nicht behinderten und behinderten Kindern und Jugendlichen zu.

Das Recht auf inklusive Bildung im Sinne der Konvention ist als individuelles Recht ausgestaltet. Dieses Recht setzt sowohl für den schrittweisen Aufbau eines inklusiven Bildungssystems als auch für den Zugang zu diesem Bildungssystem im Einzelfall verbindliche Maßstäbe. …

Es trifft auf alle Länder zu, dass weiterhin enorme strukturelle Anstrengungen auf allen Handlungsebenen erforderlich sind, um die UN-Behindertenrechtskonvention mittel- und langfristig erfolgreich umzusetzen und überdies kurzfristig das individuelle Recht auf einen diskriminierungsfreien Zugang zu einem sinnvollen wohnortnahen Bildungsangebot an einer Regelschule praktisch einzulösen.“

Das Bildungsrecht der UN-Behindertenrechtskonvention kann als eine Verpflichtung der Vertragsstaaten zur Ermöglichung des Zugangs zu einem integrativen Bildungssystem interpretiert werden. Der Wiener Universitätsprofessor Gottfried Biewer sieht Artikel 24 weniger als Hinweis zur Auflösung der Sonderschulen denn als Aufforderung an die politischen Akteure, die notwendigen Maßnahmen zur Unterstützung von Kindern mit Behinderungen in den regulären Schulen bereitzustellen. Diese sollen sich öffnen und Kinder und Jugendliche ungeachtet ihrer unterschiedlichen Voraussetzungen aufnehmen. Im schulischen Bereich wird in Deutschland bisher mit Unterscheidungen und begrifflichen Einteilungen wie Lernbehinderung gearbeitet, die international nicht verwendet werden.
Bundesdeutsche Hochschulen haben in aller Regel schon lange vor dem Inkrafttreten der Konvention Beauftragte für die Belange behinderter und chronisch kranker Studierender gehabt. An einzelnen deutschen Hochschulen gibt es schon seit einigen Jahren Servicestellen für Studierende mit Behinderung oder chronischer Krankheit. Die Hochschulrektorenkonferenz hat aus Anlass des Inkrafttretens der Konvention die Empfehlung „Eine Hochschule für Alle“ beschlossen. Die einzelnen Bundesländer (Landesregierungen) erarbeiten Aktionsprogramme zur Umsetzung der Konvention, in deren Rahmen auch die Hochschulen um Stellungnahmen gebeten wurden und darüber nachgedacht wurde, ob und in welcher Form Betroffene einbezogen bzw. beteiligt werden sollten.
In Österreich sind bis dato rund 50 % aller Schüler mit besonderem Förderbedarf in allgemeine Schulklassen integriert.
Zur Frage, ob aufgrund der Konvention nunmehr Sonderschulen für Menschen mit Behinderung noch zulässig sind, vertritt das Vereinigte Königreich in seiner Erklärung zu Art. 24 Abs. 2 lit. a und b des Übereinkommens die Auffassung:

„Das Allgemeine Ausbildungssystem im Vereinigten Königreich umfasst Regelschulen und Sonderschulen, die nach Auffassung des Vereinigten Königreiches gemäß dem Übereinkommen erlaubt sind.“

Für die Richtigkeit dieser Ansicht des Vereinigten Königreichs spricht, dass nach Art. 24 Abs. 1 lit. b ein zu etablierendes „integratives Bildungssystem“ u. a. das Ziel zu verfolgen hat, „Menschen mit Behinderungen ihre Persönlichkeit, ihre Begabungen und ihre Kreativität sowie ihre mentalen und körperlichen Fähigkeiten voll zur Entfaltung bringen zu lassen.“ Dies kann in bestimmten Fällen spezielle Bildungseinrichtungen erforderlich machen. Auch fordert Art. 24 Abs. 2 lit. b nur die Sicherstellung, dass „Menschen mit Behinderungen gleichberechtigt mit anderen in der Gemeinschaft, in der sie leben, Zugang zu einem inklusiven, hochwertigen und unentgeltlichen Unterricht an Grundschulen und weiterführenden Schulen haben.“
Hingegen behaupteten (ohne Anführung rechtlicher Argumente) in Österreich Bundesbehindertenanwalt Erwin Buchinger (SPÖ, bis 2017) und der ehemalige amtsführende Präsident des Landesschulrates für Steiermark, Bernd Schilcher (ÖVP), dass die Existenz von Sonderschulen konventionswidrig sei.
Siehe auch: Inklusive Pädagogik.

#### Nachteilsausgleiche
Maßgeblich für den Umgang mit betroffenen Schülern in Regelschulen waren lange Zeit deutschlandweit die „Grundsätze zur Förderung von Schülerinnen und Schülern mit besonderen Schwierigkeiten im Lesen und Rechtschreiben oder im Rechnen“ der „Ständigen Konferenz der Kultusminister der Länder in der Bundesrepublik Deutschland“ vom 4. Dezember 2003. Als Nachteilsausgleiche für eine Lese- und Rechtschreibschwäche benennt der KMK-Beschluss die Ausweitung der Arbeitszeit, vor allem in Klassenarbeiten, sowie die Bereitstellung von technischen und didaktischen Hilfsmitteln im Unterricht. Daneben kann auf eine Bewertung von Lese- und Rechtschreibleistungen verzichtet werden. Ein Verzicht auf die Bewertung von Rechenleistungen im Fach Mathematik und in den naturwissenschaftlichen Fächern ist jedoch nicht möglich. Spätestens in der Sekundarstufe II muss eine mangelhafte oder ungenügende Sprachrichtigkeit jedoch sanktioniert werden, und zwar in Form eines Punktabzugs von der inhaltlichen Leistung in Klassenarbeiten aller Schulfächer.

Durch die bei der Überarbeitung 2007 nicht veränderte Formulierung: „kommt in Betracht“ wird deutlich, dass die angeführten Maßnahmen aus der Sicht der Kultusminister keineswegs auf einem Rechtsanspruch beruhen, der aus der UN-Konvention oder Art. 3 Abs. 3 Satz 2 abgeleitet werden könnte. Solche Ansprüche konnten aus der Sicht der 2000er Jahre allenfalls aus dem Drohen oder dem Bestehen einer seelischen Behinderung im Sinn von § 35a SGB VIII abgeleitet werden (etwa in Form des Anspruchs auf eine Therapie oder den Einsatz eines Integrationshelfers im Unterricht).

Allerdings wird von Oberverwaltungsgerichten mehrerer Länder heute die Auffassung vertreten, dass alle Schüler, bei denen eine Diskrepanz zwischen einer durchschnittlichen bzw. überdurchschnittlichen Intelligenz einerseits und unerwartet schlechten Leistungen in den Bereichen Lesen, Schreiben und/oder Rechnen andererseits vorliege, als behindert, wenn auch nicht schwerbehindert gelten müssten, sofern approbierte Fachmediziner bzw. Psychotherapeuten diesen Befund schriftlich bestätigten.
Hilfreich für alle Gruppen von Menschen, die Probleme im Umgang mit schwer zu verstehenden Texten haben, ist eine systematische Übersetzung aller wichtigen schriftlich verfassten Informationen in Leichte Sprache, aber auch ein Sprechen in Leichter Sprache. Texte in Leichter Sprache gelten als barrierefrei.

#### Umgang mit dem Behinderungsbegriff

##### Ausweitung des international gängigen Verständnisses von Behinderung
Der Begriff „Lernbehinderung“ ermöglicht es im deutschsprachigen Raum, die UN-Konvention, die ausschließlich Menschen mit Behinderungen schützen soll, auf im engeren Wortsinn nicht „behinderte“ Personenkreise auf eine Weise anzuwenden, wie das außerhalb des deutschsprachigen Raums nicht möglich ist. So garantiert § 19 Abs. 1 SGB III auch Menschen mit einer „Lernbehinderung“ das Recht auf eine Berufsausbildung. Daher gibt es für Jugendliche mit sonderpädagogischem Förderbedarf (Lernen) in Deutschland vielfältige Unterstützungsmöglichkeiten und Formen der Berufsausbildung. Während der Zeit der Berufsvorbereitung und Ausbildung werden Jugendliche mit „Lernbehinderungen“ schwerbehinderten Menschen auch dann gleichgestellt, wenn der Grad der Behinderung weniger als 30 beträgt oder ein Grad der Behinderung nicht festgestellt ist (§ 68 Abs. 4 SGB IX). Jugendliche mit von der zuständigen Schulbehörde attestierten „Lernbehinderungen“ erhalten deshalb Leistungen der Bundesagentur für Arbeit.
Eine weitere Möglichkeit, Schüler in den Geltungsbereich der UN-Konvention zu bringen, ist es, Teilleistungsstörungen wie die Lese-Rechtschreib-Schwäche oder die Dyskalkulie als „Behinderung“ zu definieren. Aus dieser Diagnose könnten, wenn deutsche Gerichte sie bestätigen, Ansprüche auf Leistungen nach SGB IX oder SGB VIII abgeleitet werden. Allerdings kann eine Beeinträchtigung bzw. eine Funktionsstörung nach § 2 SGB IX nur dann als Behinderung anerkannt werden, wenn mit großer Wahrscheinlichkeit das Problem nach sechs Monaten immer noch besteht. Es müsste also ausgeschlossen werden können, dass Schüler mit der Diagnose LRS oder Dyskalkulie durch wirksame pädagogische Maßnahmen (also ohne Leistungen der Eingliederungshilfe) innerhalb eines halben Jahres deutliche Fortschritte erzielen.

Die WHO betrachtet zwar beide Teilleistungsstörungen als „Krankheiten“ (Kategorie F81: Umschriebene Entwicklungsstörungen schulischer Fertigkeiten nach ICD10). Auf Kranke, denen nicht zugleich ein Grad der Behinderung zuerkannt wurde, können allerdings weder die UN-Konvention noch Art. 3 Absatz 3 Satz 2 des deutschen Grundgesetzes angewendet werden. Für Krankheiten wären eigentlich Krankenkassen zuständig; das SGB V sieht allerdings keine Leistungen für Schüler mit LRS oder Dyskalkulie vor.

Das Verwaltungsgericht Hannover stellte in seinem Beschluss vom 10. Februar 2012 fest: „Schulische Teilleistungsstörungen (hier: Lese-Rechtschreibschwäche – LRS) stellen für sich genommen keine seelischen Störungen im Sinne des § 35a SGB VIII dar.“ Ein Anspruch auf Eingliederungshilfe bestehe erst dann, wenn eine Teilleistungsschwäche zu einer „sekundären Neurotisierung“ geführt habe. Dann sei § 35a SGB VIII anwendbar, da ein nachhaltiger Ausschluss des von seelischer Behinderung bedrohten Schülers von der sozialen Teilhabe zu befürchten sei.

##### Vorwurf der Stigmatisierung von Menschen
Für Menschen, die die Benutzung des Wortfeldes „Behinderung“ als Diskriminierung bewerten (vgl. z. B. Mensch zuerst – Netzwerk People First Deutschland#Veränderungen im Sprechen und Denken), stellt die Benutzung des Wortfeldes „Behinderung“ eine Stigmatisierung von „Menschen mit Lernschwierigkeiten“ dar. Der DGB im Raum Köln–Bonn spricht im Zusammenhang mit der Gruppe, die auf der Grundlage von § 66 des Berufsbildungsgesetzes gefördert werden soll, von „Menschen […], die eine körperliche oder geistige Behinderung haben, [sowie] lernbeeinträchtigte[n], entwicklungsverzögerte[n] und sozial benachteiligte[n] Jugendliche[n]“ und meidet bewusst bei den zuletzt genannten Gruppen den Begriff „Behinderung“.

### Recht auf das erreichbare Höchstmaß an Gesundheit, Artikel 25
In Artikel 25 anerkennen die Vertragsparteien „das Recht von Menschen mit Behinderungen auf das erreichbare Höchstmaß an Gesundheit ohne Diskriminierung aufgrund von Behinderung“. Zu diesem Zweck sollen die Vertragsstaaten alle geeigneten Maßnahmen treffen, „um zu gewährleisten, dass Menschen mit Behinderungen Zugang zu geschlechtsspezifischen Gesundheitsdiensten, einschließlich gesundheitlicher Rehabilitation, haben.“ In diesem Zusammenhang benennt Konvention unter anderem folgende Anforderungen an eine inklusive Gesundheitsversorgung:
- unentgeltliche oder erschwingliche Gesundheitsversorgung in derselben Bandbreite, von derselben Qualität und auf demselben Standard wie bei anderen Menschen;
- Versorgung mit Gesundheitsleistungen an, die von Menschen mit Behinderungen speziell wegen ihrer Behinderungen benötigt werden;
- möglichst gemeindenahe Versorgung mit Gesundheitsleistungen, auch in ländlichen Gebieten;
- Verpflichtung für die Angehörigen der Gesundheitsberufe, Menschen mit Behinderungen eine Versorgung von gleicher Qualität wie anderen Menschen angedeihen zu lassen, sowie Schulungen in diesem Bereich durchzuführen;
- Verbot der Diskriminierung von Menschen mit Behinderungen in der Krankenversicherung und in der Lebensversicherung;
- Verhinderung der diskriminierende Vorenthaltung von Gesundheitsversorgung oder -leistungen oder von Nahrungsmitteln und Flüssigkeiten aufgrund von Behinderung.[43]

In seinem Beschluss vom 16. Dezember 2021 (1 BvR 1541/20) stellte das deutsche Bundesverfassungsgericht fest, dass „der Gesetzgeber Art. 3 Abs. 3 Satz 2 GG verletzt hat, weil er es unterlassen hat, Vorkehrungen zu treffen, damit niemand wegen einer Behinderung bei der Zuteilung überlebenswichtiger, nicht für alle zur Verfügung stehenden intensivmedizinischer Behandlungsressourcen benachteiligt wird.“ Es müsse gesetzlich sichergestellt sein, dass bei Triage-Entscheidungen „allein nach der aktuellen und kurzfristigen Überlebenswahrscheinlichkeit entschieden wird“. Durch seine Untätigkeit habe es der deutsche Gesetzgeber versäumt, Art. 25 der UN-Konvention wirksam in deutsches Recht umzusetzen.
Das Gericht wirft in dem Beschluss vom Dezember 2021 dem Gesetzgeber allerdings kein „Totalversagen“ vor. Denn er habe mit dem Gesetz zur Stärkung der Teilhabe und Selbstbestimmung von Menschen mit Behinderungen, dem Bundesteilhabegesetz, deutsches Recht an die Behindertenrechtskonvention angepasst und mit dem Gesetz zur Gleichstellung von Menschen mit Behinderungen die Barrierefreiheit zu fördern gesucht. Auch fänden sich allgemeine Diskriminierungsverbote im Sozialrecht.

### Teilhabe am Arbeitsleben, Artikel 27
Weltweit schützt Artikel 27 Menschen mit Behinderungen davor, dass sie in Sklaverei oder Leibeigenschaft gehalten werden oder Zwangs- und Pflichtarbeiten ausüben müssen.
In Artikel 27 bekräftigen die Vertragsparteien „das gleiche Recht von Menschen mit Behinderungen auf Arbeit“. Da nach deutscher Auffassung Menschenrechte vor Gericht einklagbar sein müssen, gibt es im deutschen Grundgesetz kein „Recht auf Arbeit“, weil die Möglichkeit, Betriebe zu zwingen, Menschen einzustellen, die sie nicht einstellen wollen, grundsätzlich verfassungswidrig wäre. Art. 27 gewährt also keinen Anspruch im Sinne eines subjektiven einklagbaren Rechts eines Menschen mit Behinderung auf einen konkreten Arbeitsplatz. Die Norm ist nicht unmittelbar anwendbar. Art. 27 bestimmt vielmehr den Rahmen, den der Gesetzgeber einzuhalten hat. Die Europäische Kommission definiert das Ziel des Art. 27, den „inklusiven Arbeitsmarkt“ mit den Worten: „Arbeitsmärkte sind inklusiv, wenn alle Menschen im erwerbsfähigen Alter, insbesondere gefährdete und benachteiligte Menschen, eine hochwertige, bezahlte Beschäftigung ausüben können.“ Von zentraler Bedeutung in diesem Satz ist die Verwendung der Modalverbs „können“: Der Versuch eines Menschen mit Behinderung, auf dem allgemeinen Arbeitsmarkt Fuß zu fassen, darf in einem Land nicht aufgrund der Existenz von Barrieren von vornherein aussichtslos sein. In diesem Sinn interpretiert Uwe Becker, Präsident der Evangelischen Hochschule Darmstadt, die Beschwörung eines angeblichen „Rechts auf Arbeit“ für Menschen mit Behinderungen folgendermaßen: „Erst die Differenzierung im zweiten Satz erläutert, dass hier nicht ein denkbar absolutes Recht auf Arbeit gemeint ist, sondern lediglich das ‚Recht auf die Möglichkeit‘ einen Arbeitsplatz zu erhalten. Ob und wie sich nun aus dieser Möglichkeit auch die reale Einlösung ergibt, wie also aus dem Potentialis ein Realis wird, darüber entscheiden die Gegebenheiten des Arbeitsmarktes.“ Von zentraler Bedeutung ist die Frage, wie viele Menschen mit Behinderung von vornherein durch den Passus betroffen sind, ein Arbeitsplatz sei für sie ungeeignet, „wenn das Fehlen einer Behinderung eine wesentliche und entscheidende berufliche Anforderung‘ darstellt“ (§ 8 Abs. 1 AGG). Wenn der Anteil solcher Arbeitsplätze an der Gesamtmenge der Arbeitsplätze zunimmt, dann werden trotz des Art. 27 der UN-Konvention die Arbeitsmarktchancen für Menschen mit Behinderung nicht größer, sondern kleiner, es sei denn, es gelingt, die Menge der Barrieren, die zu dem Urteil auf der Grundlage des AGG führen, deutlich zu verringern. Auch § 219 SGB IX geht in Absatz 1 Satz 3 davon aus, dass es Menschen in Werkstätten für behinderte Menschen gibt, die nicht „geeignet“ sind, mit Hilfe von Leistungen zur Förderung des Arbeitslebens einen Weg auf den ersten Arbeitsmarkt zu finden. 
Staaten sind aufgrund des Art. 27 verpflichtet, aktiv zu werden, um Menschen mit Behinderungen ein Leben ohne reguläre Berufsausbildung abseits des Ersten Arbeitsmarkts nach Möglichkeit zu ersparen. Es gilt das doppelte Motto: „So wenig Sonderarbeitswelten wie möglich!“ und „Anzustreben ist ein integrativer Arbeitsmarkt.“ Möglich sind Beschäftigungspflichten, die der Staat über Betriebe einer bestimmten Größe verhängen kann, von denen Betriebe sich aber durch Ausgleichsabgaben „freikaufen“ können. Möglich ist es auch, dass der Staat selbst zum Träger von Maßnahmen wird, die der Verwirklichung des Art. 27 dienen sollen. So gibt es z. B. in der deutschen Privatwirtschaft kaum Interesse daran, junge Menschen mit Behinderung zu Fachpraktikern auszubilden.
In den für die 2020er Jahre vorgesehenen Projekten ist seitens der Politik das Attribut „integrativ“ durch das Attribut „inklusiv“ ausgewechselt worden (vor allem in dem Gesetz zur Förderung eines inklusiven Arbeitsmarkts vom Mai 2023).
Generell ist es allerdings in einer Wirtschaft und Gesellschaft, in der der Wettbewerb und die Konkurrenzfähigkeit von zentraler Bedeutung sind, schwierig, Exklusionsvorgänge zu unterbinden, da die Verdrängung und die Exklusion Konkurrenzunfähiger von den Märkten zum Wesensmerkmal des Kapitalismus gehören. Für Uwe Becker ist Inklusion „nicht der Einschluss in bestehende Systeme, die ihre Beharrungskraft permanent unter Beweis stellen, sondern Inklusion bedeutet der Zusammenschluss von Vielfalt, der jene Systeme von Grund auf ändert.“
Im Jahr 2015 überprüfte der zuständige Staatenausschuss der UN die Umsetzung des Art. 27 in Deutschland. Demnach zeigte sich der Ausschuss besorgt über
a) Segregation auf dem Arbeitsmarkt des Vertragsstaats;
b) finanzielle Fehlanreize, die Menschen mit Behinderungen am Eintritt oder Übergang in den allgemeinen Arbeitsmarkt hindern;
c) den Umstand, dass segregierte Werkstätten für behinderte Menschen weder auf den Übergang zum allgemeinen Arbeitsmarkt vorbereiten noch diesen Übergang fördern.
Der Ausschuss empfiehlt Deutschland, durch entsprechende Vorschriften wirksam einen inklusiven, mit dem Übereinkommen in Einklang stehenden Arbeitsmarkt zu schaffen, durch
a) die Schaffung von Beschäftigungsmöglichkeiten an barrierefreien Arbeitsplätzen, insbesondere für Frauen mit Behinderungen;
b) die schrittweise Abschaffung der Werkstätten für behinderte Menschen durch sofort durchsetzbare Ausstiegsstrategien und Zeitpläne sowie durch Anreize für die Beschäftigung bei öffentlichen und privaten Arbeitgebern im allgemeinen Arbeitsmarkt;
c) die Sicherstellung, dass Menschen mit Behinderungen keine Minderung ihres sozialen Schutzes bzw. der Alterssicherung erfahren, die gegenwärtig an die Werkstätten für behinderte Menschen geknüpft sind.
Am Beispiel der Teilhabe am Arbeitsleben wird deutlich, dass ganz allgemein die UN-Konvention zwar Menschen mit einer Behinderung zu schützen in der Lage ist, möglicherweise aber nicht Menschen mit Defiziten, die knapp oberhalb der Schwelle einzuordnen sind, unterhalb derer Menschen als „behindert“ gelten. So kritisieren etwa deutsche Bildungsforscher, dass es erheblichen Widerstand dagegen gebe, Maßnahmen zur Inklusion in das Berufsbildungssystem auf benachteiligte, aber nicht als „behindert“ geltende Jugendliche „ohne Ausbildungsreife“ auszuweiten, wenn sie wegen ihrer Defizite vom Ausbildungs- und Arbeitsmarkt von vornherein ausgeschlossen werden (sollen). Obwohl nicht nur Menschen mit Behinderung vom Ausbildungsmarkt exkludiert würden, werde in der Praxis der Auslegung der Konvention in Deutschland der Inklusionsbegriff insbesondere von Betriebsleitungen allein auf Menschen mit Behinderungen bezogen.
Wolfgang Rhein bezweifelt, dass unter „Arbeit“ im Sinne des Art. 27 der UN-Konvention in jedem Fall eine Erwerbsarbeit zu verstehen sei, von der der Arbeitende seinen Lebensunterhalt finanzieren könne. „Arbeitende Menschen mit Behinderung außerhalb des allgemeinen Arbeitsmarktes lehren, Arbeit und Einkommen zu unterscheiden. Sie zeigen, dass Arbeit sinnerfüllt, befriedigend, zwischenmenschlich bereichernd, gesellschaftlich wertvoll sein kann, ohne dem vermeintlichen Hauptzweck, dem Einkommenserwerb, gewidmet zu sein. Sie stehen für die Entwicklung einer Kultur, in der gesellschaftlich wertvolle Arbeit abseits des Erwerbs und gesellschaftlich wertvolle Beiträge abseits von Arbeit als wertvoll und bereichernd anerkannt sind, ohne dass die Beitragenden als Gescheiterte, Trittbrettfahrer, Sozialschmarotzer abgetan werden. Sie greifen damit den noch kaum genutzten Möglichkeiten einer postindustriellen Gesellschaft voraus, für die es ungeachtet aktueller Engpässe (Fachkräftemangel) immer weniger angemessen ist, Einkommen regelhaft nur an gewohnte Formen knapper werdender (Erwerbs-)Arbeit zu binden, die dem technischen Fortschritt kontinuierlich weichen müssen.“

### Teilhabe am politischen und öffentlichen Leben, Artikel 29

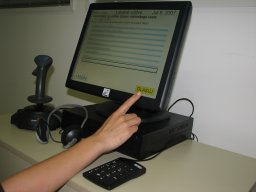
ISG TopVoter voting machine: eine PC-Oberfläche, die behinderten Menschen die aktive Teilnahme an einer (politischen) Wahl ermöglicht

Die Vertragsstaaten sind verpflichtet, die politische Teilhabe von Menschen mit Behinderungen zu gewährleisten. Wahlverfahren, -einrichtungen und -materialien müssen geeignet, barrierefrei und leicht verständlich sein, damit Menschen mit Behinderungen gleichberechtigt ihr Wahlrecht geltend machen können.

#### Deutschland
In Deutschland bestand bis Januar 2019 nach § 13 Bundeswahlgesetz (BWahlG), § 6a Europawahlgesetz (EuWG) und allen Landeswahlgesetzen ein Wahlrechtsausschluss für Menschen, bei denen zu sämtlichen Angelegenheiten ein Betreuer bestellt ist.
Dagegen wandte sich die Monitoring-Stelle zur UN-Behindertenrechtskonvention unter Hinweis auf Artikel 29 der Konvention. Der Gesetzgeber ging allerdings bei der Verabschiedung des Zustimmungsgesetzes Ende 2008 davon aus, dass das Übereinkommen den Wahlrechtsausschlüssen nicht entgegensteht.
Am 29. Januar 2019 stellte das Bundesverfassungsgericht fest, dass Wahlrechtsausschlüsse für Betreute in allen Angelegenheiten und wegen Schuldunfähigkeit untergebrachte Straftäter verfassungswidrig sind. Das Gericht stellte in einem weiteren Urteil klar, dass die bislang ausgeschlossene Bevölkerungsgruppe auf Antrag bereits an der Europawahl 2019 teilnehmen darf, die in Deutschland am 26. Mai 2019 durchgeführt wird.
Obwohl Wahlen nach Art. 38 GG geheim sein müssen und das Wahlrecht nach § 14 BWahlG nur persönlich ausgeübt werden kann, können sich nach § 57 Bundeswahlordnung (BWO) Menschen mit körperlichen Behinderungen zur Stimmabgabe einer Hilfsperson bedienen, die zum Beispiel den Stimmzettel ausfüllt, den Stimmzettel faltet oder in die Wahlurne wirft.

#### Österreich
Auch das österreichische Wahlrecht sieht diese Hilfen vor. Weiter können sich dort bettlägerige Menschen in Spitälern und Einrichtungen der Behindertenhilfe können bei Bedarf von fliegenden Wahlkommissionen aufgesucht werden. Den Bedürfnissen von Menschen mit körperlichen Behinderungen wird darüber hinaus auch durch die Möglichkeit der Briefwahl Rechnung getragen.
In Österreich sind auch Menschen, die unter Vollbetreuung stehen, wahlberechtigt, seit der Verfassungsgerichtshof 1987 § 24 der Nationalratswahlordnung (NRWO) 1971 als unzulässige Ungleichbehandlung aufhob, weil sie undifferenziert allein an die Bestellung eines Sachwalters anknüpfte.

#### Schweiz
In der Schweiz ist gemäß Art. 136 Abs. 1 der Bundesverfassung das Wahlrecht beschränkt auf Personen, „die nicht wegen Geisteskrankheit oder Geistesschwäche entmündigt sind“. Nach Art. 2 des Bundesgesetzes über politische Rechte sind darunter „Personen, die wegen dauernder Urteilsunfähigkeit unter umfassender Beistandschaft stehen oder durch eine vorsorgebeauftragte Person vertreten werden,“ zu verstehen. Die Auffassung, dass diese Regelung nicht dem UN-Übereinkommen widerspreche, wird in der Schweiz auch nach dessen Ratifizierung beibehalten. Als erster Kanton hat der Kanton Genf in der Volksabstimmung vom 29. November 2020 mit 75 % Ja-Stimmen eine Änderung der Kantonsverfassung angenommen, mit welcher die Bestimmung gestrichen wird, dass die politischen Rechte von dauernd urteilsunfähigen Personen durch Verfügung einer richterlichen Behörde entzogen werden können.

#### Weitere Staaten
In den Niederlanden gibt es seit 2009 und in Großbritannien seit 2006 keine Wahlrechtsbeschränkungen für Menschen mit geistiger Behinderung.

### Weitere Menschenrechte
- Recht auf Leben Artikel 10, Schutz der Unversehrtheit der Person Artikel 17, persönliche Mobilität Artikel 20, Freizügigkeit und Staatsangehörigkeit Artikel 18, Recht der freien Meinungsäußerung, Meinungsfreiheit und Zugang zu Informationen Artikel 21, Achtung der Privatsphäre Artikel 22, Achtung der Wohnung und der Familie Artikel 23
- Freiheit und Sicherheit der Person Artikel 14, Freiheit von Folter oder grausamer, unmenschlicher oder erniedrigender Behandlung oder Strafe Artikel 15, Freiheit von Ausbeutung, Gewalt und Missbrauch Artikel 16
- Habilitation und Rehabilitation Artikel 26
- Internationale Zusammenarbeit Artikel 32

Erweiterung der deutschen Entwicklungszusammenarbeit um den Bereich Inklusion und Teilhabe von Menschen mit Behinderung, die durch Artikel 32 (Internationale Zusammenarbeit) notwendig wird.

### Übersetzungen
Die offizielle deutschsprachige Übersetzung der Konvention wurde zwischen Deutschland, Liechtenstein, Österreich und der Schweiz abgestimmt. Die Betroffenen und deren Verbände in Deutschland sahen sich hieran nicht ausreichend beteiligt. Insbesondere konnte keine Einigung hinsichtlich der Übersetzung des in Artikel 24 der Konvention verwendeten englischen Begriffs „inclusive“ herbeigeführt werden. In der französischen Fassung wird der Begriff „inclusif“, in der deutschen „integrativ“ verwendet.

#### „Schattenübersetzungen“
Diese Abweichung der deutschsprachigen Version führte zur Erstellung einer „Schattenübersetzung“, die nach Ansicht der Verfasser der Originalfassung näher kommt als die amtliche deutsche Übersetzung. Die gemäß der Konvention in allen Phasen der Umsetzung und Überwachung einzubeziehenden deutschen Betroffenen mit ihren Organisationen waren an der Erstellung dieser Fassung beteiligt, die im März 2018 in der dritten Auflage mit weiteren Veränderungen erschienen ist (z. B. engl. participation nun nicht mehr „Teilhabe“, sondern „Partizipation“ [was etwas Aktives meint]).

## Umsetzung des Übereinkommens
Wie alle Menschenrechtskonventionen richtet sich auch die UN-Behindertenkonvention in erster Linie an die Staaten als Garanten definierter Rechte; sie nimmt sie dabei in mehrfacher Weise in die Pflicht:
- Der Staat ist gehalten, die Menschenrechte als Vorgabe eigenen Handelns zu achten.
- Darüber hinaus hat er die betroffenen Menschen vor drohenden Rechtsverletzungen durch Dritte aktiv zu schützen.
- Schließlich hat er Infrastrukturmaßnahmen zu ergreifen, damit die Menschen von ihren Rechten auch tatsächlich Gebrauch machen können.[66]

Die Konvention enthält die üblichen Durchführungs- und Überwachungsregelungen.

### UN-Ausschuss zum Schutz der Rechte von Menschen mit Behinderungen
Zentrales Gremium des internationalen Monitoring ist ein Vertragsorgan der Vereinten Nationen, der UN-Ausschuss zum Schutz der Rechte von Menschen mit Behinderungen (engl. Committee on the Rights of Persons with Disabilities, CRPD) mit Sitz in Genf, der zweimal im Jahr für jeweils eine Woche zusammenkommt. Er prüft die Einhaltung der Konvention anhand regelmäßig abzugebender Berichte der Vertragsstaaten. Von den 18 Ausschussmitgliedern (Stand 2013) sind 16 behindert, darunter sechs Blinde und vier Rollstuhlfahrer. Arabisch, Chinesisch, Englisch, Französisch, Russisch und Spanisch sind die offiziellen Sprachen des Ausschusses.
Jeder Vertragsstaat hat gemäß der Konvention innerhalb von zwei Jahren und danach mindestens alle vier Jahre einen Bericht über die Erfüllung der Konvention vorzulegen (Artikel 35 Abs. 1).

#### Mitglieder des UN-Ausschusses
| Name                                                 | Land                    | Bis zum 31.12. |
| ---------------------------------------------------- | ----------------------- | -------------- |
| Hr. Muhannad Salah Al-Azzeh                          | Jordanien               | 2026           |
| Fr. Rehab Mohammed Boresli                           | Kuwait                  | 2026           |
| Hr. Magino Corporán Lorenzo                          | Dominikanische Republik | 2028           |
| Fr. Gerel Dondovdorj                                 | Mongolei                | 2028           |
| Fr. Mara Cristina Gabrilli                           | Brasilien               | 2028           |
| Fr. Amalia Gamio Rios (Stellvertretende Vorsitzende) | Mexiko                  | 2026           |
| Fr. Natalia Guala Beathyate                          | Uruguay                 | 2028           |
| Fr. Laverne Jacobs                                   | Kanada                  | 2026           |
| Fr. Rosemary Kayess (Stellvertretende Vorsitzende)   | Australien              | 2026           |
| Fr. Miyeon Kim                                       | Südkorea                | 2026           |
| Hr. Alfred Kouadio Kouassi                           | Elfenbeinküste          | 2026           |
| Hr. Abdelmajid Makni                                 | Marokko                 | 2028           |
| Hr. Floyd Morris                                     | Jamaika                 | 2028           |
| Hr. Christopher Nwanoro                              | Nigeria                 | 2028           |
| Fr. Gertrude Oforiwa Fefoame (Vorsitzende)           | Ghana                   | 2026           |
| Fr. Inmaculada Placencia Porrero                     | Europäische Union       | 2028           |
| Hr. Markus Schefer                                   | Schweiz                 | 2028           |
| Hr. Hiroshi Tamon                                    | Japan                   | 2028           |

#### Beschwerdeverfahren
Die bei der UNO eingereichten Beschwerden werden zuerst vom Sekretariat des UN-Hochkommissars für Menschenrechte (OHCHR) geprüft. Dann wird die Beschwerde entweder abgelehnt oder an den CRPD-Ausschuss weitergeleitet, wo die Beschwerde registriert und zur Stellungnahme an den betreffenden Staat weitergeleitet wird. Woraufhin der betreffenden Staat seinerseits die Einrede der Unzulässigkeit einbringen kann.
| Staaten          | Hängige | unzulässige | eingestellte | Verstoß | Kein Verstoß | Registriert |
| ---------------- | ------- | ----------- | ------------ | ------- | ------------ | ----------- |
| Deutschland      | 0       | 0           | 0            | 1       | 0            | 1           |
| Liechtenstein    | ----    | ----        | ----         | ----    | ----         | ----        |
| Österreich       | 0       | 0           | 0            | 0       | 0            | 0           |
| Schweiz          | ----    | ----        | ----         | ----    | ----         | ----        |
| Total 81 Staaten | 13      | 1           | 0            | 5       | 0            | 19          |

Die Schweiz und Liechtenstein haben das Recht auf Individualbeschwerde abgelehnt.
Die Zahlen sind ohne die bereits vom Sekretariat des UN-Hochkommissars für Menschenrechte (OHCHR) abgelehnten Beschwerden.
Die einzelnen Entscheide können auch in der Datenbank der UNO abgerufen werden.

### Umsetzung in der Europäischen Union
Die Vertragsparteien des Übereinkommens müssen den Ausschuss der Vereinten Nationen für die Rechte von Menschen mit Behinderungen regelmäßig über die getroffenen Umsetzungsmaßnahmen informieren. Die Europäische Kommission hat am 5. Juni 2014 dazu einen ersten Bericht vorgelegt. Die Kommission wird den Vereinten Nationen ihren nächsten Zwischenbericht im Januar 2021 vorlegen.
Die EU-Mitgliedstaaten müssen den Vereinten Nationen außerdem individuelle Umsetzungsberichte für unter ihre Zuständigkeit fallende Angelegenheiten übermitteln.
Bereits am 15. November 2010 hatte die EU-Kommission den übrigen EU-Organen ein Arbeitspapier mit dem Titel Europäische Strategie zugunsten von Menschen mit Behinderungen 2010–2020: Erneuertes Engagement für ein barrierefreies Europa übermittelt. Darin wurden die acht „Aktionsbereiche“ Zugänglichkeit, Teilhabe, Gleichstellung, Beschäftigung, Allgemeine und Berufliche Bildung, Sozialer Schutz, Gesundheit und Maßnahmen im Außenbereich als strategische Arbeitsschwerpunkte der EU und ihrer Mitgliedsstaaten genannt. Die Vorgaben haben für die Mitgliedsstaaten verbindlichen Charakter. Das Projekt Quali-TYDES der European Science Foundation (ESF), dessen österreichischer Teil von dem Bildungswissenschaftler Gottfried Biewer geleitet wurde, untersuchte, wie die Veränderung der Sozial- und Bildungsgesetzgebung, deren Normen sich in der UN-Behindertenrechtskonvention niedergeschlagen haben, das Leben von Menschen mit Behinderungen in europäischen Ländern beeinflusst hat. Obwohl Österreich, Irland, Spanien und Tschechien sich zur Umsetzung der UN-BRK im Bildungsbereich verpflichtet haben, zeigen sich in allen beteiligten Ländern gravierende Probleme der Umsetzung inklusiver Lernumgebungen. Nach wie vor spielt das soziale Kapital des Elternhauses für die Durchsetzung der Rechte behinderter Menschen eine wichtige Rolle Insbesondere der Zugang hin zur Hochschulbildung war nur möglich, wenn Eltern oder andere Akteure hier eine besondere Unterstützung geleistet hatten. War die Stufe des Hochschulstudiums erst einmal erreicht, stellte persönliche Assistenz ein wesentliches Hilfsmittel dar, das in den untersuchten europäischen Ländern aber nur wenig angeboten wird.

### Umsetzung in Deutschland
Mit der Ratifizierung der UN-Behindertenrechtskonvention am 26. März 2009 hat sich die Bundesrepublik Deutschland verpflichtet, dem Ausschuss der Vereinten Nationen für die Rechte von Menschen mit Behinderungen regelmäßig über die Maßnahmen, die sie zur Erfüllung ihrer Verpflichtungen aus dem Übereinkommen getroffen hat, und über die dabei erzielten Fortschritte zu berichten.
In Deutschland wurden entsprechend der Konvention folgende Anlaufstellen eingerichtet:
- staatliche Anlaufstelle (Focal Point): Bundesministerium für Arbeit und Soziales
- unabhängige Stelle (Monitoring-Stelle): Deutsches Institut für Menschenrechte (DIMR)[83]
- staatliche Koordinierungsstelle: abgesiedelt beim Beauftragten der Bundesregierung für die Belange von Menschen mit Behinderungen.

Das Bundesministerium für Arbeit und Soziales hat am 3. August 2011 den Ersten Staatenbericht vorgelegt sowie 2019 zwei weitere.
Der Bundesverband evangelische Behindertenhilfe (BeB) sah in seiner Stellungnahme zum Beitritt der Konvention im Jahr 2008 Handlungsbedarf in zahlreichen Bereichen:
- Gleiche Anerkennung vor dem Recht (Artikel 12): Statt einer grundsätzlichen Aberkennung der Geschäftsfähigkeit in §§ 104 und 105 des BGB soll Menschen mit Behinderung oder psychischer Erkrankung eine rechtliche Begleitung – keine Stellvertretung – zur Seite gestellt werden.[87][88] Demgegenüber hält die Bundesregierung fest, dass die Vorschriften über die Geschäftsfähigkeit gleichermaßen für Menschen mit und ohne Behinderung abgestimmt auf den konkreten Anlass gelten.[89]
- Barrierefreier Zugang zur Justiz: Der Umfang der Hilfestellung sei nicht ausreichend, es bedürfe einer verständlicheren Sprache.
- Habilitation und Rehabilitation (gemäß Art. 26 der Konvention): Nicht nur professionelle Helfer, sondern auch andere Menschen mit Behinderungen (peer support) sollen die Menschen mit Behinderungen unterstützen, um ein Höchstmaß an Unabhängigkeit sowie umfassende körperliche, geistige, soziale und berufliche Fähigkeiten zu bewahren.

Zur Ausrichtung der Behindertenpolitik der Inklusion wurde mit Wirkung vom 1. Januar 2008 in das Neunte Buch Sozialgesetzbuch (SGB IX) der Rechtsanspruch auf das persönliche Budget aufgenommen.
2009 wurden mit dem Wohn- und Betreuungsvertragsgesetz die Rechte älterer, pflegebedürftiger und behinderter Menschen gestärkt, die Verträge über die Überlassung von Wohnraum mit Pflege- oder Betreuungsleistungen abschließen.
Die Barrierefreie-Informationstechnik-Verordnung gewährleistet barrierefreie Internetseiten. Menschen mit Behinderungen können von der Rundfunkgebührenpflicht befreit werden.
Die Bundesregierung hat im September 2011 einen Nationalen Aktionsplan veröffentlicht.
Das deutsche Bundesverwaltungsgericht – BVerwG – hat mit seinen Urteilen vom 2. Dezember 2009 Nr. 5 C 21.08, 5 C 31.08 und 5 C 33.08 entschieden, dass in Bezug auf die Kosten der Internatsunterbringung behinderter Schüler auch Zusatzleistungen der Ausbildungsförderung in nicht unerheblicher Höhe zu gewähren sind.
Den Trägern der Eingliederungshilfe räumt § 95 SGB XII die Möglichkeit ein, in Prozessstandschaft – d. h., in eigenem Namen – die Feststellung von Sozialleistungen eines Berechtigten (also hier der Auszubildenden) zu betreiben, falls der Träger der Sozialhilfe erstattungsberechtigt ist.
Für den BAföG-Vollzug in der Bundesrepublik Deutschland sind die Ämter für Ausbildungsförderung zuständig.
2012 trat das Gesetz über die Familienpflegezeit (FPflZG) in Kraft.
Am 6. März 2012 urteilte das Bundessozialgericht: „Die UN-BRK bindet als Bundesgesetz die deutschen Gerichte; diese haben die UN-BRK im Rahmen methodisch vertretbarer Auslegung zu beachten und anzuwenden.“ Damit erklärte das Gericht letztinstanzlich die Auffassung für irrig, dass einzelne Betroffene keine Möglichkeit hätten, sich in einem Rechtsstreit unmittelbar auf die Konvention als Rechtsquelle zu berufen.
Zu berücksichtigen ist angesichts der genannten Entwicklungen allerdings grundsätzlich, dass in Deutschland das „Übereinkommen der Vereinten Nationen über die Rechte von Menschen mit Behinderungen“ als ein völkerrechtlicher Vertrag im Range eines Bundesgesetzes eingeordnet wird. Wie alle deutschen Gesetze und andere Rechtsvorschriften müssen auch Vorschriften der UN-Konvention so ausgelegt werden, dass diese Auslegung nicht nach deutschem Verfassungsrecht verfassungswidrig ist. Nicht verfassungskonform wäre insbesondere eine Auslegung der Konvention, der zufolge Bund, Länder, Gemeinden und Sozialversicherungen in Deutschland jede als notwendig postulierte Maßnahme zugunsten von Menschen mit Behinderungen (oder sogar auch für Menschen mit Beeinträchtigungen ohne Behinderungsqualität) finanzieren müssten, wobei sich zusätzlich die Frage stellt, wer hinsichtlich der Beurteilung der Notwendigkeit einer Maßnahme die Definitionshoheit besitzen soll. Bei einer Ausweitung des Behinderungsbegriffes und der Förderbarkeit von Maßnahmen entstehen hohe Kosten für den Leistungsträger. Im Falle eines Rechtsanspruch auf eine Bewilligung entsprechender Förderungen würde die Finanzhoheit des Gesetzgebers (also dessen „Königsrecht“) grundsätzlich in Frage gestellt.
Was das Diskriminierungsverbot der UN-Konvention anbelangt, ergibt sich aus dem Beitritt Deutschlands zur Konvention kein konkreter Handlungsbedarf, da dieses Verbot sich weitestgehend mit dem Verbot in Art. 3 Abs. 3 Satz 2 GG deckt.

### Umsetzung in Österreich
Die Bundesregierung hat am 5. Oktober 2010 den Ersten Staatenbericht Österreichs zur UN-Behindertenrechtskonvention beschlossen. Er wurde vom Sozialministerium koordiniert.
Interessenvertretungen der Behindertenbewegung haben von der Bundesregierung einen konkreten Aktionsplan zur Umsetzung der im Übereinkommen definierten und in Österreich noch nicht oder noch nicht zur Gänze realisierten Rechte der Menschen mit Behinderungen verlangt. Am 24. Juli 2012 wurde vom Ministerrat der „Nationale Aktionsplan 2012–2020“ (Strategie der österreichischen Bundesregierung zur Umsetzung der UN-Behindertenrechtskonvention – Inklusion als Menschenrecht und Auftrag) beschlossen. Dieser wurde im Jahre 2020 von der Universität Wien im Auftrag des Sozialministeriums evaluiert.
Das Sozialministerium hat außerdem gemäß § 13 Bundesbehindertengesetz einen aus sieben Personen bestehenden Monitoringausschuss bestellt, in dem unter Teilnahme von Interessenvertretungen und anderen Experten Berichte über den Stand der Realisierung der Rechte erstellt werden.
„Nach der im August (2023) erfolgten Staatenprüfung zur Umsetzung der UNO-Konvention über die Rechte von Menschen mit Behinderungen sehen NGOs sowie die Volksanwaltschaft Bund, Länder und Gemeinden gefordert, Versäumnisse aufzuholen.“ Der Österreichische Behindertenrat hat auf die Probleme mit den Bundesländern hingewiesen. Laut UNO scheine das Bewusstsein über die Grundsätze und Rechte der ratifizierten Konvention in den Ländern „unzureichend“ entwickelt zu sein. Im Bildungssystem sei es seit 2017 zu Verschlechterungen gekommen. Laut der NGO Selbstbestimmt Leben Österreich habe der UNO-Fachausschuss Unverständnis darüber geäußert, dass Österreich bis jetzt keinen umfassenden Plan für De-Institutionalisierung gefasst habe.

### Umsetzung in der Schweiz
In der Schweiz hat das Eidgenössische Büro für die Gleichstellung von Menschen mit Behinderungen (EBGB) die Aufgabe, die Gleichstellung von Menschen mit Behinderungen voranzutreiben und sich für die Beseitigung der Benachteiligungen von Menschen mit Behinderungen einzusetzen. Insbesondere koordiniert das EBGB die Ausarbeitung des Staatenberichtes zuhanden des Behindertenrechtsausschusses der UNO über die Umsetzung der UNO-Behindertenrechtskonvention in der Schweiz. Der Bundesrat hat 2016 den ersten Bericht (Initialstaatenbericht) vorgelegt. Auf zivilgesellschaftlicher Ebene wurde ein kritischer ergänzender Bericht («Schattenbericht») ausgearbeitet, der 2022 veröffentlicht wurde. Am 13. April 2022 veröffentlichte der Behindertenrechtsausschuss der UNO seine abschliessenden Bemerkungen, womit der erste Berichtszyklus der Schweiz abgeschlossen wurde. Das Dokument enthält über 80 Handlungsempfehlungen und ist eine Aufforderung an die Schweiz, ihre Bemühungen bei der Umsetzung der UNO-BRK fortzusetzen. Der nächste Staatenbericht der Schweiz ist 2028 fällig.

## Kritik
Barbara Neukirchinger kritisiert in ihrem Aufsatz „Kritische Theorie als Perspektive für das britische soziale Modell von Behinderung“, dass der Menschenrechtsansatz der UN-Konvention sich prinzipiell gegen jede Wettbewerbs- und Verwertungslogik richte. Dabei werde der „strukturelle […] Zwang zur Funktionalisierung im Kapitalismus als grundsätzliches Problem“ verkannt. „Ökonomisierung und Wettbewerbsorientierung in nahezu allen Lebensbereichen bedeuten immer eine Benachteiligung von behinderten Menschen, wenn sie sich nicht unter diesen Rahmenbedingungen ‚verwerten‘ lassen“, meint Neukirchinger.

## Veröffentlichungen
- Valentin Aichele: Die UN-Behindertenrechtskonvention in der gerichtlichen Praxis. In: Anwaltsblatt (AnwBl) 2011, S. 727–730
- Gottfried Biewer / Oliver Koenig / Gertraud Kremsner / Lisa-Katharina Möhlen / Michelle Proyer / Susanne Prummer / Katharina Resch / Felix Steigmann / Seyda Subasi Singh (2020): Evaluierung des Nationalen Aktionsplans Behinderung 2012–2020. Wien: Bundesministerium für Soziales, Gesundheit, Pflege und Konsumentenschutz (BMSGPK). (https://uscholar.univie.ac.at/detail/o:1126770)
- Florian Demke: Das Übereinkommen der Vereinten Nationen über die Rechte von Menschen mit Behinderungen (UN-Behindertenrechtskonvention). Auswirkungen auf Sozialpolitik und Behindertenhilfe in Deutschland. GRIN Verlag, 2011, ISBN 978-3-640-99252-2.
- Theresa Degener, Elke Diehl (Hrsg.): Handbuch Behindertenrechtskonvention. Teilhabe als Menschenrecht – Inklusion als gesellschaftliche Aufgabe. Bundeszentrale für politische Bildung (Bonn) 2015, ISBN 978-3-8389-0506-8
- Katrin Grüber, Stefanie Ackermann, Michael Spörke: Disability Mainstreaming in Berlin – Das Thema Behinderung geht alle an. Projekt im Auftrag der Senatsverwaltung für Integration, Arbeit und Soziales, der Senatsverwaltung für Stadtentwicklung und der Senatsverwaltung für Bildung, Wissenschaft und Forschung, Berlin; vertreten durch den Landesbeauftragten für Menschen mit Behinderung. In: [https://de.wikipedia.org/w/index.php?title=Wikipedia:Defekte_Weblinks&dwl=http://www.berlin.de/imperia/md/content/lb-behi/studie_disability_mainstreaming.pdf? Die nachstehende Seite ist nicht mehr abrufbar], festgestellt im Juli 2025. (Suche in Webarchiven.)  [http://www.berlin.de/imperia/md/content/lb-behi/studie_disability_mainstreaming.pdf?start&ts=1310655744&file=studie_disability_mainstreaming.pdf berlin.de] (549 kB, 28. April 2012; PDF)
- Corinne Wohlgensinger: Behinderung und Menschenrechte: Ein Verhältnis auf dem Prüfstand. Budrich UniPress, 2014, ISBN 978-3-86388-084-2.
- Annette Leonhardt, Katharina Müller, Tilly Truckenbrodt: Die UN-Behindertenrechtskonvention und ihre Umsetzung. Beiträge zur Interkulturellen und International vergleichenden Heil- und Sonderpädagogik. Klinkhardt Verlag, 2015, ISBN 978-3-7815-1943-5.